# Vicia lathyroides
Vicia lathyroides es una especie perteneciente a la familia de las Leguminosas.

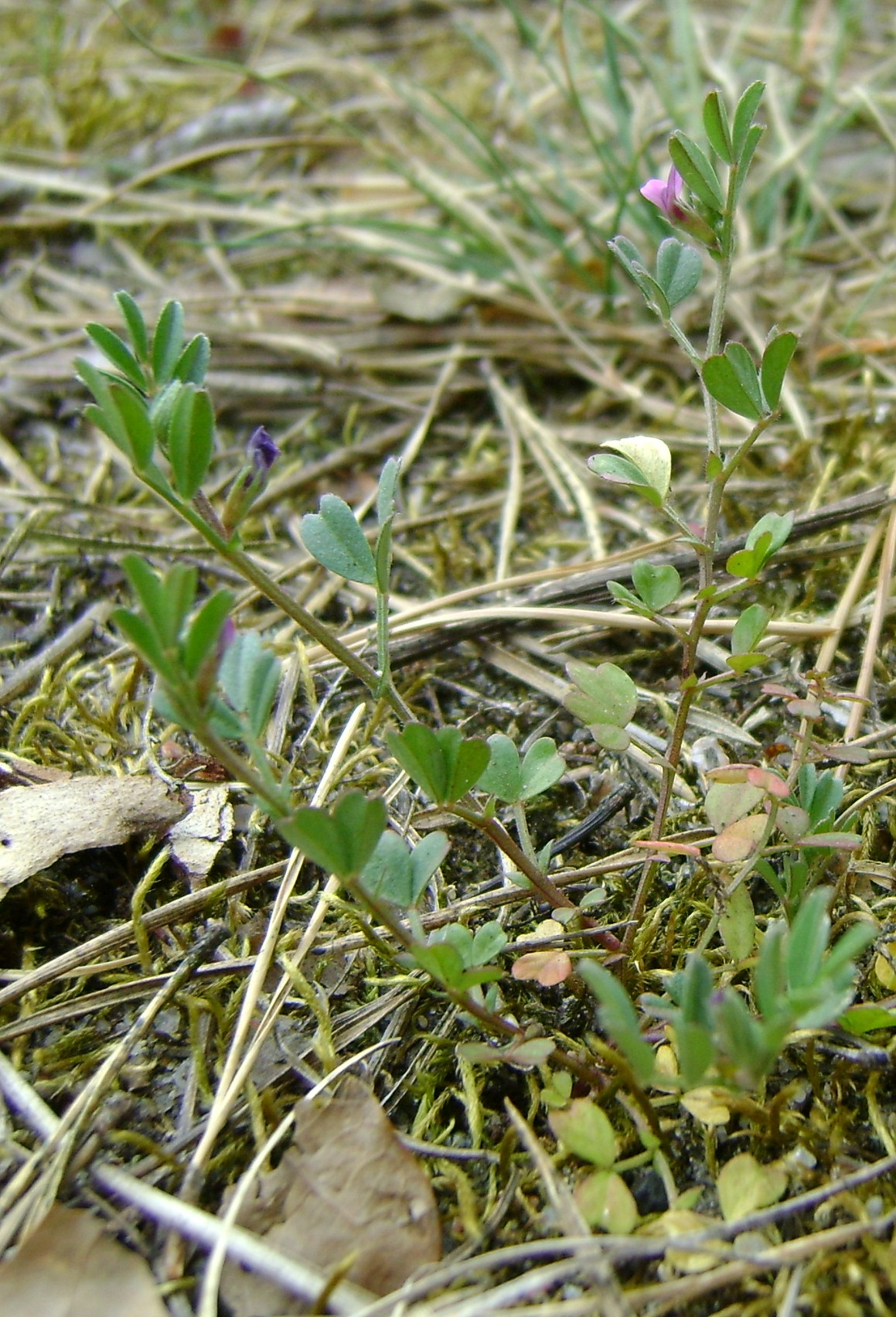
Vista de la planta

## Descripción
Es planta pubescente, anual de 5-20 cm, de muchos tallos y diminutas flores lilas solitarias. Hojas con 2-4 pares de folíolos obovados a lineales, con zarcillos no ramosos o zarcillos ausentes; estípulas enteras. Flores de 5-8 mm; dientes del cáliz iguales; Vaina de 1,3-3 cm, con un pico corto y curvo, glabro. Florece en primavera. 

## Hábitat
Habita en terreno arenoso junto al mar y prados de siega.

## Distribución
En toda Europa.

## Taxonomía
Vicia lathyroides fue descrita por Carlos Linneo y publicado en Species Plantarum 2: 736. 1753.
Etimología
Vicia: nombre genérico que deriva del griego bíkion, bíkos, latinizado vicia, vicium = la veza o arveja (Vicia sativa L., principalmente).
lathyroides: epíteto
Sinonimia:
- Ervum lathyroides
- Ervum soloniense L.
- Vicia lathyroides subsp. olbiensis (Reut.) Smejkal
- Vicia olbiensis Timb.-Lagr.[3]